# Trento (nome)
Trento  è un nome proprio di persona italiano maschile.

## Varianti
- Maschili: Trentino[1][2]
- Femminili: Trentina[1]

## Origine e diffusione

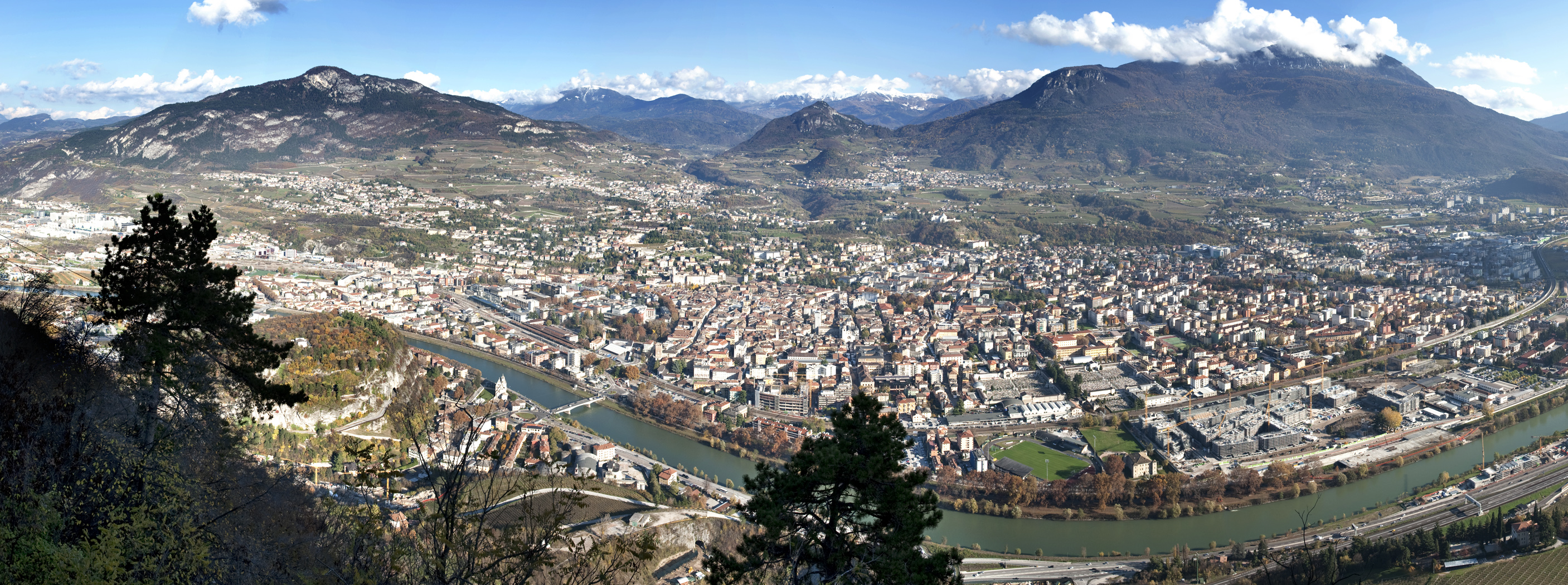
Vista della città di Trento

Si tratta di un nome ideologico, di matrice patriottica e irredentista, che riprende il nome della città di Trento o del territorio che la circonda, il Trentino. Tradizionalmente, il toponimo di Trento viene fatto derivare dal latino Tridentum, letteralmente "tre denti", in riferimento alle tre montagne che la sovrastano (gli odierni Doss Trento, Doss Sant'Agata e Doss di San Rocco), oppure ai tre torrenti che vi confluiscono (Saluga, Fersina e Salè).
Analogamente a "Trieste", "Trento" cominciò ad essere usato come nome nel Risorgimento, per simboleggiare il desiderio di ricongiungimento all'Italia del Trentino, allora sotto dominio austriaco, e rimase in voga fino al primo dopoguerra allorché avvenne tale annessione. Il nome gode di scarsa diffusione, ed è attestato per la metà delle occorrenze in Toscana e in Lazio, e per il resto disperso in tutta la penisola.

## Onomastico
Il nome è adespota, cioè non è portato da alcun santo; l'onomastico ricade pertanto il 1º novembre, giorno di Ognissanti.

## Persone
- Trento Cionini, incisore italiano
- Trento Longaretti, pittore italiano

### Variante Trentino
- Trentino Bui, calciatore italiano
- Trentino La Barba, partigiano italiano